# Länsväg 161

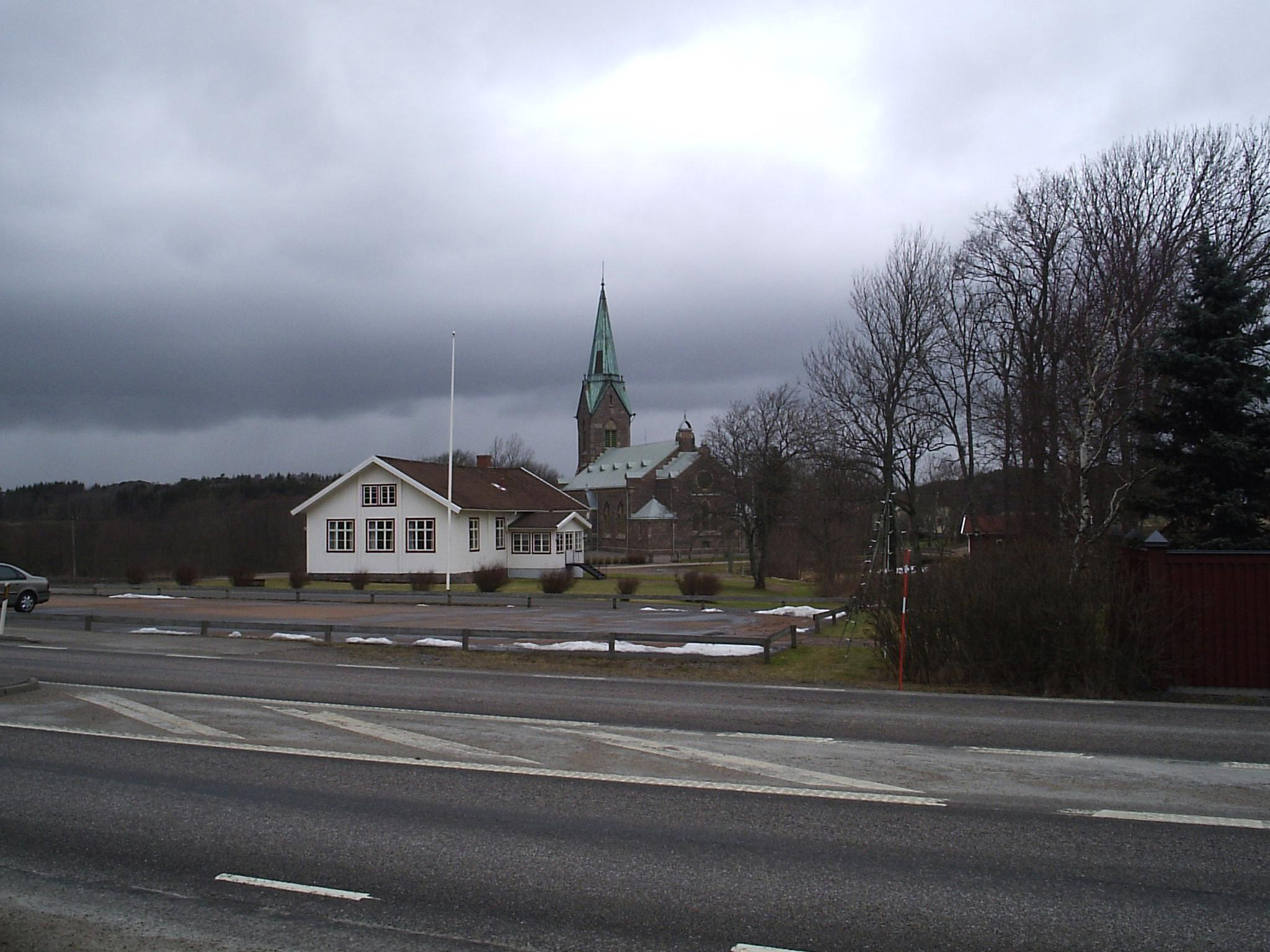
Länsväg 161 framför Bokenäs nya kyrka.

Länsväg 161 går mellan Uddevalla (Torpmotet) och Lysekil i Bohuslän och är 28 kilometer lång.

## Sträckning
Sträckningen är: Torpmotet (E6 och riksväg 44) – Skår – färja (Gullmarsleden) – Finnsbo – Lysekil.
Sträckan har en färjelinje över Gullmaren (Gullmarsleden), cirka 2 km lång, 10 minuter gångtid, och avgång var 20:e minut. Alternativ väg utan färja är E6 och länsväg 162 vilket dock är 60 km, alltså 32 km längre.

## Anslutningar
Vägen ansluter till följande vägar:
- Riksväg 44
- E6
- Länsväg 160
- Länsväg 162

## Standard
Närmast Uddevalla (Torpmotet) till länsväg 160 (Rotviksbro): tre filer (2+1) med mitträcke. I övrigt, cirka 8 meter bred. Inte alltför krokig.

## Historia
Vägen fick nummer i slutet av 1960-talet, efter det att Nötesundsbron byggts. Innan dess var det inte några nummer på denna vägsträcka. Färjan Skår–Finnsbo infördes vid denna tid; innan dess fanns färja Lysekil–Fiskebäckskil.

## Planer
Det finns planer för nybyggnad på sträckan Bäcken–Rotviksbro, 4 km. Det ska bli 2+1-väg med mitträcke i ny sträckning, troligen cirka år 2020.
En ny cirkulationsplats ska byggas i korsningen med länsväg 162 nära Lysekil, cirka år 2016.